# Сергеј Базаревич
Сергеј Базаревич (рус. Сергей Валерьянович Базаревич; Москва, 16. март 1965) некадашњи је руски кошаркаш и тренер. 

## Биографија
Играо је на позицији бека и плејмејкера.
Базаревич је био редовни члан совјетске и руске кошаркашке репрезентације, са којом је освојио сребрну медаљу на Еуробаскету 1993. и на Светском првенству у Канади 1994. године. Био је уврштен у прву петорку на оба такмичења. Играо је на 10 утакмица у NBA лиги за Атланта хоксе током сезоне 1994-95. Такође поседује грчко држављанство.
Од јануара 2016. године је селектор кошаркашке репрезентације Русије.

## Успеси

### Репрезентативни
Русија
- Европско првенство:  1993.
- Светско првенство:  1994.